# Médaille Bach
La médaille Bach de la ville de Leipzig est un prix dans le domaine de la musique classique créé en 2003, décerné annuellement dans le cadre du Bachfest Leipzig « en reconnaissance de services particuliers rendus à l’œuvre de Jean-Sébastien Bach ».

## Présentation
La médaille Bach est décernée chaque année depuis 2003 dans le cadre du Bachfest Leipzig par le maire de Leipzig à une personnalité de la musique classique qui s'est particulièrement distinguée par sa contribution à l'œuvre de Jean-Sébastien Bach,,. 
La récompense consiste en une médaille en porcelaine de Meissen,. 
Le jury qui décerne ce prix en l'honneur de Bach est composé du chef d'orchestre du Gewandhaus, du recteur de l'École supérieure de musique et de théâtre Felix Mendelssohn Bartholdy de Leipzig, du Thomaskantor et du président et du directeur des Archives Bach,. 
Parmi les récipiendaires de la médaille Bach figurent notamment Hans-Joachim Schulze et Christoph Wolff, Angela Hewitt, Robert D. Levin, Masaaki Suzuki, Herbert Blomstedt, Philippe Herreweghe, Nikolaus Harnoncourt, Ton Koopman, John Eliot Gardiner, Helmuth Rilling ou Gustav Leonhardt. 

## Récipiendaires
Depuis l'origine, les récipiendaires de la médaille Bach sont :
- 2003 : Gustav Leonhardt ;
- 2004 : Helmuth Rilling ;
- 2005 : John Eliot Gardiner ;
- 2006 : Ton Koopman ;
- 2007 : Nikolaus Harnoncourt ;
- 2008 : Hermann Max ;
- 2009 : Frieder Bernius ;
- 2010 : Philippe Herreweghe ;
- 2011 : Herbert Blomstedt ;
- 2012 : Masaaki Suzuki ;
- 2013 : Peter Schreier[7] ;
- 2014 : Akademie für Alte Musik Berlin[8] ;
- 2015 : Peter Neumann (de)[9] ;
- 2016 : Peter Kooij[10],[5] ;
- 2017 : Reinhard Goebel[11],[12] ;
- 2018 : Robert D. Levin[2],[13] ;
- 2019 : Klaus Mertens (en)[14] ;
- 2020 : Angela Hewitt, première femme à recevoir la médaille[15],[16] ;
- 2021 : Christoph Wolff et Hans-Joachim Schulze[4] ;
- 2022 : András Schiff[1] ;
- 2023 : Thomanerchor[6] ;
- 2024 : Andreas Staier[17] ;
- 2025 : Marcel Ponseele[18].